# 桂木まやのハイ!ホー!お昼です
桂木まやのハイ!ホー!お昼です（かつらぎまやのはい！ほー！おひるです）は、2000年4月3日から2003年3月28日まで熊本放送（RKKラジオ）で毎週月曜日から金曜日まで12:10 - 13:59（JST）に放送されていたラジオの帯番組。

## 概要・番組内容
1年で終了した「よか2アミーゴ」に代わり2000年4月3日開始。リスナーからのリクエストを中心に送る音楽番組であり、様々な年代や幅広いジャンルの曲をかけていた。
東京や大阪を中心に活動していた桂木にとっては、久々の出身地熊本でのレギュラー番組であったという。尚、桂木は当番組終了後の2003年4月5日より、後継番組である土曜午前のワイド番組「桂木まやのシャバダバサタデー」を担当していた（2020年9月26日終了）。

## 放送時間
放送開始から2002年3月迄は12:15-13:59。
2002年4月からは2003年3月28日迄は12:10-13:59。
尚、初期には「とんでるワイド 大田黒浩一のきょうも元気!」が、企画「よかとこキャラバン」の一環として12:45迄延長放送となる第2・第4金曜は13時台のみの放送となっていた。

## 出演者

### パーソナリティ
- 桂木まや[3]

## タイムテーブル

### 2002年4月改編時

#### 12時台
- 12:10
- 12:50 小沢昭一の小沢昭一的こころ（TBSラジオ制作[6]）

#### 13時台
- 13:00 熊日ニュース
- 13:05 ミュージック・ハイウェイ（TBSラジオ制作）
- 13:20頃 ミニ天気予報
- 13:25頃 交通情報
- 13:30 日本列島ほっと通信（TBSラジオ制作）
- 13:40頃 ラジオショッピング
- 13:45頃 トークエッセイ

### 2000年7月改編時

#### 12時台
- 12:15
- 12:40頃 ミミーインフォマーシャル
- 12:45 小沢昭一の小沢昭一的こころ（TBSラジオ制作[6]）

#### 13時台
- 13:00 熊日ニュース
- 13:05頃 ミニ天気予報
- 13:08頃 ミュージックスクランブル（ニッポン放送制作）
- 13:25頃 交通情報・八代商店街案内
- 13:35頃 インフォメーション
- 13:40頃 トークエッセイ
- 13:50頃 ラジオショッピング